# Apocalipze
Apocalipze é uma websérie brasileira produzida pela produtora mineira Guerrilha Filmes e exibida na BBC HD, e também Netiflix, tendo no total 5 episódios de 6 a 10 mínutos de duração. As gravações foram feitas em Belo Horizonte, Minas Gerais. É dirigida por Guto Aeraphe e com a direção de fotografia de Marcello Marques,  estreou no dia 27 de janeiro de 2013.

## Enredo
O ano é de 2015. O Brasil foi campeão da Copa do Mundo, e vive um grande crescimento econômico e nacionalista. Porém, vira alvo de ataques bioterroristas devido a um "vazamento" ocorrido, dizendo que o petróleo do mundo inteiro fosse acabar. Portanto, o país vira o alvo principal dos países potência, porque é um dos maiores produtores dessa substância.

## Elenco
| Ator             | Personagem |
| ---------------- | ---------- |
| Adriano Gilberti | Marcos     |
| Raquel Dutra     | Janaína    |
| Ílvio Amaral     | -          |
| Maurício Canguçu | -          |
| Enzo Silveira    | -          |
| Mariana Castro   | Karina     |

## Episódios
| Episódios                   |  |
| --------------------------- |  |
| 1 - Ataque Bioterrorista    |  |
| 2 - Sobreviventes           |  |
| 3 - Descobertas...          |  |
| 4 - Fuga pela Sobrevivência |  |
| 5 - Não estamos sós         |  |